# Pelargopsis
Pelargopsis – rodzaj ptaków z podrodziny łowców (Halcyoninae) w rodzinie zimorodkowatych (Alcedinidae).

## Zasięg występowania
Rodzaj obejmuje gatunki występujące w orientalnej Azji.

## Morfologia
Długość ciała około 35 cm; masa ciała samic 182–225 g, samców 143–184 g.

## Systematyka

### Etymologia
- Pelargopsis: gr. πελαργος pelargos „bocian”; οψις opsis „wygląd”[8].
- Alcyon: łac. alcyon, alcyonis lub halcyon, halcyonis „zimorodek”, od gr. αλκυων alkuōn, αλκυονος alkuonos „zimorodek” (często błędnie pisany ἁλκυων halkuōn, jakby pochodziła od ἁλς hals „morze”)[8]. Gatunek typowy: Alcedo capensis Linnaeus, 1766; młodszy homonim Alcyon Blumenbach, 1803 (Alcedinidae).
- Hylcaon: anagram nazwy rodzajowej Halcyon Swainson, 1821 (łowiec)[8]. Gatunek typowy: Alcedo melanorhyncha Temminck, 1826.
- Ramphalcyon: gr. ῥαμφος rhamphos „dziób”; rodzaj Alcyone Swainson, 1837 (zimorodek)[8]. Gatunek typowy: Alcedo capensis Linnaeus, 1766.
- Pelargopsioides: rodzaj Pelargopsis Gloger, 1841; gr. -οιδης -oidēs „przypominający”[8]. Gatunek typowy: Halcyon amauropterus J.T. Pearson, 1841.

### Podział systematyczny
Do rodzaju należą następujące gatunki:
- Pelargopsis amauroptera (J.T. Pearson, 1841) – łowiec brązowoskrzydły
- Pelargopsis capensis (Linnaeus, 1766) – łowiec niebieskoskrzydły
- Pelargopsis melanorhyncha (Temminck, 1826) – łowiec czarnodzioby